# 徽州街道
徽州街道，原是中华人民共和国安徽省黄山市徽州区下辖的一个乡镇级行政单位，2013年撤销。

## 行政区划
徽州街道下辖以下地区：
丰乐社区、中山社区和文峰社区。